# دالستراپیب
دالستراپیب (انگلیسی: Dalcetrapib) یک مهارکننده CETP است که باعث افزایش سطح کلسترول HDL در خون می‌شود. مشاهدات غالب نشان می‌دهد که سطوح بالای HDL با سلامت کلی قلب و عروق بهتر ارتباط دارد، اگرچه مشخص نیست که آیا افزایش سطح HDL در نتیجه منجر به افزایش سلامت قلب و عروق می‌شود یا خیر.